# Mai 1968
Mai 1968 (în franceză événements de mai-juin 1968, pe scurt Mai 68) a fost vârful protestelor studențești din Franța, legate de maturizarea generației născute după cel de-al Doilea Război Mondial. Critica politicii dusă de generația părinților lor viza în special agresiunile militare occidentale (Războiul din Vietnam) și consumerismul, respectiv centralismul promovat de președintele Charles de Gaulle.